# Аппельгрен, Арвид Конрадович
А́рвид Ко́нрадович А́ппельгрен (швед. Arvid Conrad Appelgren; 30 июня 1876, Ханко, Нюландская губерния — 22 января 1961, Турку) — участник Первой мировой и Гражданской войн.

## Биография
Родился 30 июня 1876 в  Ханко. Лютеранин. Военное образование получил в Финляндском кадетском корпусе (1894), Николаевской академии Генерального штаба (1902—1905, 1-й разряд), Офицерской воздухоплавательной школе (15 мая — 31 августа 1911, присвоено звание «летчика-наблюдателя»).
Вступил в службу 4 июня 1894 года. Чины: , подполковник (ст. 6.12.1911), полковник (старшинство с 6.12.1914, снижено до 6.12.1913), генерал-майор (1917).
1896—1905 — в Туркестанской артиллерийской бригаде. Подпоручик Туркестанской артиллерийской бригады (Высочайший приказ 12.08.1896), поручик (старшинство с 12.08.1899), штабс-капитан (старшинство с 12.08.1903), капитан (ст. 28.05.1905)
В 1905 году был причислен к Генеральному штабу. 4.01.1906 — 6.02.1907 гг. — отбывал цензовое командование ротой в 8-м Финляндском стрелковом полку. 10.01.1907 — переведен в Генеральный штаб. 10.01.1907 — 30.01.1908 — помощник старшего адъютанта штаба Приамурского военного округа. 30.01.1908 — 03.08.1908 — старший адъютант штаба 3-й Восточно-Сибирской стрелковой дивизии.
03.08.1908 — 19.02.1910 — обер-офицер для поручений при штабе Приамурского военного округа. 09.02.1910 — 20.11.1911 — старший адъютант штаба 18-й пехотной дивизии. Подполковник (ст. 6.12.1911). 20.11.1911 — 30.04.1914 — старший адъютант штаба Приамурского военного округа. полковник (старшинство с 6.12.1914, снижено до 6.12.1913)
Начальник штаба 10-й Сибирской стрелковой дивизии (30.04.1914-24.01.1916). Командир 37-го Сибирского стрелкового полка (24.01.1916-24.01.1917), принимал участие в Нарочской операции. Начальник штаба 10-й Сибирской стрелковой дивизии (24.01.1917). Генерал-майор (1917).

## Гражданская война
Во время Гражданской войны в Добровольческой армии и ВСЮР: начальник штаба 2-го армейского корпуса Добровольческой армии (18.11.1918 — 23.01.1919), генерал для поручений при командующем Крымско-Азовской армией (24.01.1919 — ?), в резерве чинов при штабе Главнокомандующего ВСЮР (1.05.1919 — ?).
Умер в Турку (Финляндия).

## Награды
- Орден Святого Станислава 3 ст. (Высочайший приказ 1907);

- Орден Святой Анны 3 ст. со старшинством 6.04.1914 (Высочайший приказ 1913);
- Орден Святого Владимира 4-й ст. с мечами и бантом (Высочайший приказ 7.05.1915);

- Георгиевское оружие (Высочайший приказ 25.07.1915);
- Пожалование старшинства в чине Полковника с 06.12.1911 (23.06.1917).

## Семья
Женат, сын (на 1911—1914 гг.). Брат Владимир — офицер.